# Hans Gutermuth
Hans Gutermuth (22 août 1893 à Aix-la-Chapelle - 16 février 1917 à Hébuterne) est l'un des pionniers les plus anciens du vol à voile.

## Jeunesse
Hans Gutermuth était le fils de Max Gutermuth (de), plus tard professeur de génie mécanique à la TH Darmstadt, puis doyen du Département de génie mécanique de la même université. En 1909, il est l'un des dirigeants d'un groupe d'assistants et d'étudiants de Darmstadt passionnés d'aviation et qui fondent la Flug-Sport-Vereinigung Darmstadt (de) en août 1909.

## Découverte de la Wasserkuppe
Le 25 août 1909, cinq écoliers du Ludwig-Georgs-Gymnasium (de), dont Hans Gutermuth, qui avaient déjà fabriqué des montgolfières, fondent la Flug-Sport-Vereinigung Darmstadt (FSV) . Ils conçoivent et construisent onze types de planeurs (hängegleiters) et des cerfs-volants ainsi qu'un avion à moteur, avec lequel ils décollent depuis des tas de bois ; ils feront des essais de vol très appréciés sur le Schanz et sur le Prinzenberg (de) boisé. Des vols de 160 mètres seront réalisés.
En mai 1910, Max Gutermuth (le père) devient l'un des fondateurs de la Hessischen Flugstudien-Gesellschaft Darmstadt. (de) (Société d'étude de vol de Hesse Darmstadt), où des étudiants passionnés de vol se sont réunis autour de son fils Hans.
Afin de pouvoir plus librement voler en toute sécurité, les étudiants ont commencé à chercher une terre en pente libre et raide dans les montagnes environnantes. À la Pentecôte 1911, ils trouvèrent un site d'envol dans le Rhin, la Wasserkuppe à 950 mètres d'altitude, dans la Rhön. C'est ainsi que Hans Gutermuth, Henri Watzinger, Bertold Fischer et Karl Rutgers, tous originaires de Darmstadt, fondèrent la pratique du vol à voile sur la Wasserkuppe,.
Le 22 juillet 1912, Hans Gutermuth a battu un record de vol plané sur le FSV X, de 838 mètres en 112 secondes qui a résisté jusqu'en 1920.

## Record du monde
Hans Gutermuth vole le 22 juillet 1912 avec le biplan sans moteur FSV X, un trajet de 838 mètres de long (2 700 pieds) en 1 minute 52 secondes au moins,,. Le temps de vol établit un record du monde, qui a résisté jusqu'en 1920 lorsque Wolfgang Klemperer l'a battu avec le monoplan FVA-1 Schwarzer Teufel (de) de la Flugwissenschaftliche Vereinigung Aachen, à l'occasion de la première Compétition de vol à voile de la Rhön. 
En 1916, lorsque Gutermuth fit appel aux jeunes intéressés par l'aviation, la Flugtechnische Verein Darmstadt (FVD) fut fondée, qui s'occupa par la suite de la construction de modèles réduits et de planeurs. 

## Carrière militaire
Après sa formation en vol à Johannisthal près de Berlin le 28 avril 1914, Hans Gutermuth devient pilote d'essai. Il est tué en France pendant la Première Guerre mondiale comme lieutenant de réserve le 16 Février 1917. Il comptait parmi les  Alte Adlers (de) (Vieil aigle), comme on appelait les pionniers de l'aviation qui avaient déjà une licence de pilote avant la guerre. Il était membre de l'escadron de chasse Jagdstaffel 5. La plupart des membres de la Flug-Sport-Vereinigung Darmstadt pendant la guerre sont morts en tant que pilotes.

## Honneurs
A Fulda, la Hans-Gutermuth-Strasse porte son nom.
Il y a aussi une Gutermuthstrasse à Griesheim près de Darmstadt.